# Сільський округ Акана Курманова
Сільський округ Ака́на Курма́нова (каз. Ақан Құрманов ауылдық округі, рос. Сельский округ Акана Курманова) — адміністративна одиниця у складі Атбасарського району Акмолинської області Казахстану. Адміністративний центр — село Акана Курманова.
Населення — 753 особи (2021; 1393 у 2009, 2189 у 1999, 2789 у 1989).
Станом на 1989 рік існувала Октябрська сільська рада (села Гайдар, Косбармак, Ніколаєвка, Октябрське, селище Четверте отділення совхоза). 2009 року було ліквідоване село Ніколаєвка. 2015 року Октябрський сільський округ отримав сучасну назву.

## Склад
До складу округу входять такі населені пункти:
| Населений пункт                    | Колишні назви | Населення, осіб (1989) | Населення, осіб (1999) | Населення, осіб (2009) | Населення, осіб (2021) |
| ---------------------------------- | ------------- | ---------------------- | ---------------------- | ---------------------- | ---------------------- |
| Акана Курманова, село              | Октябрське    | 813                    | 1195                   | 1004                   | 636                    |
| Караколь, село                     | Гайдар        | 381                    | 329                    | 198                    | 63                     |
| Косбармак, село                    | -             | 490                    | 402                    | 191                    | 54                     |
| Ніколаєвка, село                   | -             | 483                    | 263                    | -                      | -                      |
| Четверте отділення совхоза, селище | -             | 622                    | -                      | -                      | -                      |